# Heinz Schönberger
Pour les articles homonymes, voir Schönberger.
Heinz Schönberger, né le 30 décembre 1949 à Heringen en Allemagne de l'Ouest, est un footballeur allemand aujourd'hui retraité. Il passe la majeure partie de sa carrière en Belgique, notamment au KSK Beveren avec lequel il remporte deux fois le championnat et deux fois la Coupe. Il est considéré comme un des meilleurs joueurs étrangers à avoir évolué en Belgique.

## Carrière

### Débuts en Allemagne
Heinz Schönberger commence le football dans le club de sa ville natale, le VfB Heringen. En 1965, il est repéré par les Kickers Offenbach où il part terminer sa formation. L'entraîneur Paul Oßwald l'intègre à l'équipe première du club trois ans plus tard avec deux autres jeunes joueurs, Rudolf Koch et Hubert Genz. Il fait ses débuts professionnels le 17 août 1968 lors d'un déplacement au 1. FC Cologne à l'occasion de la première journée du championnat, match perdu 2-1. Il marque son premier but la semaine suivante lors de la victoire 2-1 sur le 1. FC Nuremberg, champion en titre. Les mauvais résultats de l'équipe durant les premières semaines de compétition lui font perdre sa place mais la situation ne s'améliore pas et le club est relégué en Regionalliga Sud en fin de saison.
Après la relégation, plusieurs joueurs quittent le club et Heinz Schönberger redevient un titulaire à part entière, disputant 29 rencontres durant la saison pour six buts inscrits. Il participe ainsi activement à la conquête du titre dans la série de Regionnaliga et à la victoire dans le tour final inter-séries, dont il joue six matches avec deux buts à la clé, synonyme de retour en Bunsdesliga. En fin de saison a lieu la Coupe du monde 1970 au Mexique, ce qui pousse la DFB à organiser les rencontres de Coupe d'Allemagne 1969-1970 en juillet et en août. Cette compétition est remportée par les Kickers Offenbach mais Schönberger ne prend pas part à la finale. Avec l'arrivée de nouveaux joueurs, il perd sa place dans l'équipe de base et doit se contenter de quelques montées au jeu, dont une fois à l'occasion du premier tour de la Coupe des vainqueurs de coupe contre le FC Bruges. La fin de saison est difficile et voit le club relégué après seulement un an de présence en Bundesliga. On apprend ensuite que plusieurs matches ont été manipulés pour permettre aux concurrents du club de se maintenir mais les résultats sont entérinés.
Heinz Schönberger quitte alors le club pour rejoindre le Tasmania Berlin, actif en Regionalliga Berlin. Il est replacé au poste de libéro par son entraîneur, une position souvent dévolue à l'époque à un milieu de terrain. Il joue 29 rencontres durant la saison régulière, inscrivant un but, ainsi que les huit matches du Tour final, sans parvenir à faire remonter le club en Bundesliga. Il est repéré par l'ex-international belge Léopold Anoul qui l'attire au Royal Football Club Tilleur, en deuxième division belge.

### Arrivée en Belgique
Arrivé à Tilleur en 1972, Heinz Schönberger connaît une première saison difficile. Malgré ses atouts techniques, l'équipe est trop faible pour se maintenir en Division 2 et chute en Division 3 en fin de saison. Il reste toutefois au club et l'aide à remonter après une saison, profitant de l'élargissement de la Division 1 à vingt clubs. Il joue encore un an dans le club de la banlieue liégeoise, parvenant à le maintenir de justesse en deuxième division.
Durant l'été 1975, il est recruté par le KRC Malines, champion de Division 2 et promu parmi l'élite, dirigé par son compatriote Ernst Künnecke. Titulaire indiscutable du milieu de terrain malinois, il ne peut éviter la relégation de son équipe après seulement une saison en première division. Il reste néanmoins au club pour tenter de le ramener au plus haut niveau mais malgré ses treize buts en championnat, le Racing termine seulement sixième. Ses prestations ne passent pas inaperçues et plusieurs clubs tentent de le recruter. Il est finalement transféré en 1977 au KSK Beveren, un club habitué au milieu de classement de la première division.

### La consécration à Beveren
Dès son arrivée dans le Pays de Waes, Heinz Schönberger reçoit la confiance de l'entraîneur Urbain Braems qui le titularise comme meneur de jeu. Sa première saison sous le maillot de Beveren est une réussite, le club remportant le premier trophée de son histoire, la Coupe de Belgique 1978, dont il dispute la finale dans son intégralité. Il est victime d'une blessure qui le prive d'une partie de la saison suivante, ce qui n'empêche pas le club d'atteindre les demi-finales de la Coupe des vainqueurs de coupe 1978-1979 et, surtout, de décrocher le premier titre de champion de son histoire. Cette victoire en championnat est une vraie surprise pour la plupart des observateurs, l'équipe ne comptant qu'un seul joueur professionnel, l'attaquant allemand Erwin Albert, les autres travaillant en journée, Jean-Marie Pfaff comme facteur ou Schönberger chez Combori, le sponsor principal du club. Il finit également troisième du Soulier d'or 1979, derrière l'attaquant brugesoi Jan Ceulemans et son capitaine Jean Janssens, lauréat du trophée.
Il est toujours indisponible lorsque la saison suivante reprend et ne peut pas participer au premier tour de la Coupe des clubs champions qui voit le club se faire éliminer par les Suisses du Servette Genève. Le parcours en championnat est également décevant mais le club atteint à nouveau la finale de la Coupe de Belgique, où il doit cette fois s'avouer vaincu face au Waterschei THOR. En 1982, après deux saisons sans trophée, la plupart des joueurs importants de l'équipe s'en vont vers d'autres clubs ou mettent un terme à leur carrière. L'équipe est reconstruite autour de Schönberger et de son compatriote Erwin Albert. Les résultats en championnat sont corrects avec une sixième place mais c'est à nouveau en Coupe que l'équipe s'illustre avec une nouvelle victoire en 1983, trois buts à un contre le FC Bruges, le troisième but étant inscrit par Schönberger à quelques minutes de la fin. Cité parmi les favoris pour décrocher le Soulier d'or en 1983, il termine deuxième derrière l'anderlechtois Franky Vercauteren.
À nouveau qualifié pour la Coupe des vainqueurs de coupe, Beveren franchit le premier tour face aux Chypriotes de l'Enosis Neon Paralimni grâce notamment à un but d'Heinz Schönberger. Le club est éliminé au tour suivant par les Écossais d'Aberdeen et atteint les demi-finales de la Coupe de Belgique. En championnat, le club parvient à réaliser un nouvel exploit en décrochant un second titre de champion de Belgique, cinq ans après le premier. Le club remporte la Supercoupe de Belgique quelques semaines plus tard et parvient à se qualifier pour le deuxième tour de la Coupe des clubs champions en éliminant les Islandais de l'ÍA Akranes, Schönberger inscrivant l'un des cinq buts de ses couleurs au match retour. Beveren est éliminé au tour suivant par l'IFK Göteborg, champion de Suède. Le club atteint pour la quatrième fois la finale de la Coupe de Belgique, où il est battu aux tirs au but par le Cercle de Bruges. Après cette deuxième finale perdue, Heinz Schönberger, âgé de presque 36 ans, décide de quitter le football professionnel.

### Fin de carrière et parcours d'entraîneur
Heinz Schönberger rejoint les rangs du KVC Westerlo, en Division 3. Il n'y joue qu'un match en deux ans avant de quitter le club. Il est par la suite nommé joueur-entraîneur au KVK Melsele, un petit club près de Beveren où il s'est définitivement installé, actif dans les séries provinciales. Il revient plus tard au KSK Beveren en tant qu'entraîneur de différentes équipes d'âge, combinant cette fonction avec son travail dans les usines Pioneer. En 2008, il est nommé entraîneur-adjoint aux côtés de Marc Van Britsom pour assister l'entraîneur principal Alexandre Czerniatynski mais les résultats sont mitigés et l'expérience n'est pas prolongée.
En 2010, il est élu « Joueur favori de Beveren » et en janvier 2015, il est nommé treizième meilleur joueur étranger à avoir joué dans le championnat de Belgique par le magazine Sport/Foot Magazine.

## Palmarès
- 2 fois champion de Belgique en 1979 et en 1984 avec le KSK Beveren.
- 2 fois vainqueur de la Coupe de Belgique en 1978 et en 1983 avec le KSK Beveren.
- Vainqueur de la Supercoupe de Belgique en 1984 avec le KSK Beveren.
- Champion de Regionalliga Sud en 1970 avec les Kickers Offenbach.

## Statistiques
| Saison                | Club                  | Championnat           | Championnat | Championnat | Coupe(s) nationale(s) | Coupe(s) nationale(s) | Compétition(s) continentale(s) | Compétition(s) continentale(s) | Compétition(s) continentale(s) | Total | Total |
| Saison                | Club                  | Division              | M.          | B.          | M.                    | B.                    | Comp.                          | M.                             | B.                             | M.    | B.    |
| 1968-1969             | Kickers Offenbach     | Bundesliga            | 14          | 1           | 1                     | 0                     | -                              | 0                              | 0                              | 15    | 1     |
| 1969-1970             | Kickers Offenbach     | Regionalliga Sud      | 29          | 6           | 2                     | 1                     | -                              | 0                              | 0                              | 31    | 7     |
| 1969-1970             | Kickers Offenbach     | Regionalligen (TF)    | 6           | 2           | 0                     | 0                     | -                              | 0                              | 0                              | 6     | 2     |
| 1970-1971             | Kickers Offenbach     | Bundesliga            | 15          | 0           | 1                     | 0                     | C2                             | 1                              | 0                              | 17    | 0     |
| Sous-total            | Sous-total            | Sous-total            | 64          | 9           | 4                     | 1                     | -                              | 1                              | 0                              | 69    | 10    |
| 1971-1972             | Tasmania Berlin       | Regionalliga Sud      | 29          | 1           | 2                     | 0                     | -                              | 0                              | 0                              | 31    | 1     |
| 1971-1972             | Tasmania Berlin       | Regionalligen (TF)    | 8           | 0           | 0                     | 0                     | -                              | 0                              | 0                              | 8     | 0     |
| Sous-total            | Sous-total            | Sous-total            | 37          | 1           | 2                     | 0                     | -                              | 0                              | 0                              | 39    | 1     |
| 1972-1973             | R. FC Tilleur         | Division 2            | 30          | 1           | -                     | -                     | -                              | 0                              | 0                              | 30    | 1     |
| 1973-1974             | R. FC Tilleur         | Division 3            | 29          | 8           | -                     | -                     | -                              | 0                              | 0                              | 29    | 8     |
| 1974-1975             | R. FC Tilleur         | Division 2            | 30          | 3           | -                     | -                     | -                              | 0                              | 0                              | 30    | 3     |
| Sous-total            | Sous-total            | Sous-total            | 89          | 12          | -                     | -                     | -                              | 0                              | 0                              | 89    | 12    |
| 1975-1976             | KRC Malines           | Division 1            | -           | 5           | -                     | -                     | -                              | 0                              | 0                              | 0     | 5     |
| 1976-1977             | KRC Malines           | Division 2            | -           | 13          | -                     | -                     | -                              | 0                              | 0                              | 0     | 13    |
| Sous-total            | Sous-total            | Sous-total            | 64          | 18          | -                     | -                     | -                              | 0                              | 0                              | 64    | 18    |
| 1977-1978             | KSK Beveren           | Division 1            | 32          | 5           | -                     | -                     | -                              | 0                              | 0                              | 32    | 5     |
| 1978-1979             | KSK Beveren           | Division 1            | 32          | 4           | -                     | -                     | C2                             | 8                              | 1                              | 40    | 5     |
| 1979-1980             | KSK Beveren           | Division 1            | 20          | 1           | -                     | -                     | C1                             | 0                              | 0                              | 20    | 1     |
| 1980-1981             | KSK Beveren           | Division 1            | 32          | 5           | -                     | -                     | -                              | 0                              | 0                              | 32    | 5     |
| 1981-1982             | KSK Beveren           | Division 1            | 34          | 4           | -                     | -                     | C3                             | 4                              | 1                              | 38    | 5     |
| 1982-1983             | KSK Beveren           | Division 1            | 33          | 10          | -                     | -                     | -                              | 0                              | 0                              | 33    | 10    |
| 1983-1984             | KSK Beveren           | Division 1            | 31          | 3           | -                     | -                     | C2                             | 4                              | 1                              | 35    | 4     |
| 1984-1985             | KSK Beveren           | Division 1            | 25          | 9           | -                     | -                     | C1                             | 4                              | 1                              | 29    | 10    |
| Sous-total            | Sous-total            | Sous-total            | 296         | 41          | -                     | -                     | -                              | 20                             | 4                              | 316   | 45    |
| 1985-1986             | KVC Westerlo          | Division 3            | 1           | 0           | 0                     | 0                     | -                              | 0                              | 0                              | 1     | 0     |
| 1986-1987             | KVC Westerlo          | Division 3            | 0           | 0           | 0                     | 0                     | -                              | 0                              | 0                              | 0     | 0     |
| Sous-total            | Sous-total            | Sous-total            | 1           | 0           | 0                     | 0                     | -                              | 0                              | 0                              | 1     | 0     |
| Total sur la carrière | Total sur la carrière | Total sur la carrière | 551         | 77          | 6                     | 1                     | -                              | 21                             | 4                              | 578   | 82    |